# Kevin-Prince Milla
Kevin-Prince Milla (* 25. Dezember 2003) ist ein kamerunischer Fußballspieler.

## Karriere

### Verein
Milla begann seine Karriere beim Renaissance FC. Im Januar 2023 wurde er nach Belgien an die Reserve der KAA Gent verliehen. Für diese kam er bis zum Ende der Saison 2022/23 zu zwölf Einsätzen in der 1. Division Amateure, in denen er fünf Tore erzielte. Im September 2023 verließ er Renaissance endgültig und wechselte zum österreichischen Zweitligisten Grazer AK, bei dem er einen bis Juni 2024 laufenden Vertrag erhielt.
Sein Debüt in der 2. Liga gab er im November 2023, als er am 15. Spieltag der Saison 2023/24 gegen die Kapfenberger SV in der 88. Minute für Daniel Maderner eingewechselt wurde. Insgesamt kam er zu zehn Zweitligaeinsätzen für die Grazer, ehe er mit dem Team zu Saisonende in die Bundesliga aufstieg.
Im August 2024 wurde Milla auf Kooperationsbasis an den Zweitligisten ASK Voitsberg verliehen. Bis zur Winterpause der Saison 2024/25 kam er zu elf Zweitligaeinsätzen, in denen er zweimal traf. Im Januar 2025 wurde die Leihe vorzeitig beendet. Im Anschluss daran wurde er an den tschechischen Erstligisten FK Dukla Prag weiterverliehen. Nach acht Einsätzen für Dukla in der Chance Liga wurde er im Mai 2025 fest verpflichtet.

### Nationalmannschaft
Milla nahm mit der kamerunischen U-20-Auswahl 2021 an der Afrikameisterschaft teil. Beim Turnier kam er in allen vier Partien zum Einsatz, in denen er zweimal traf.

## Persönliches
Sein Vater Roger Milla war ebenfalls Fußballspieler.